# كارل كلاوس فون دير دكين
كارل كلاوس فون دير دكين (بالألمانية: Karl Klaus von der Decken)‏ (و. 1833 – 1865 م) هو مستكشف، وعالم نبات من ألمانيا .
توفي في الصومال .

## معرض صور

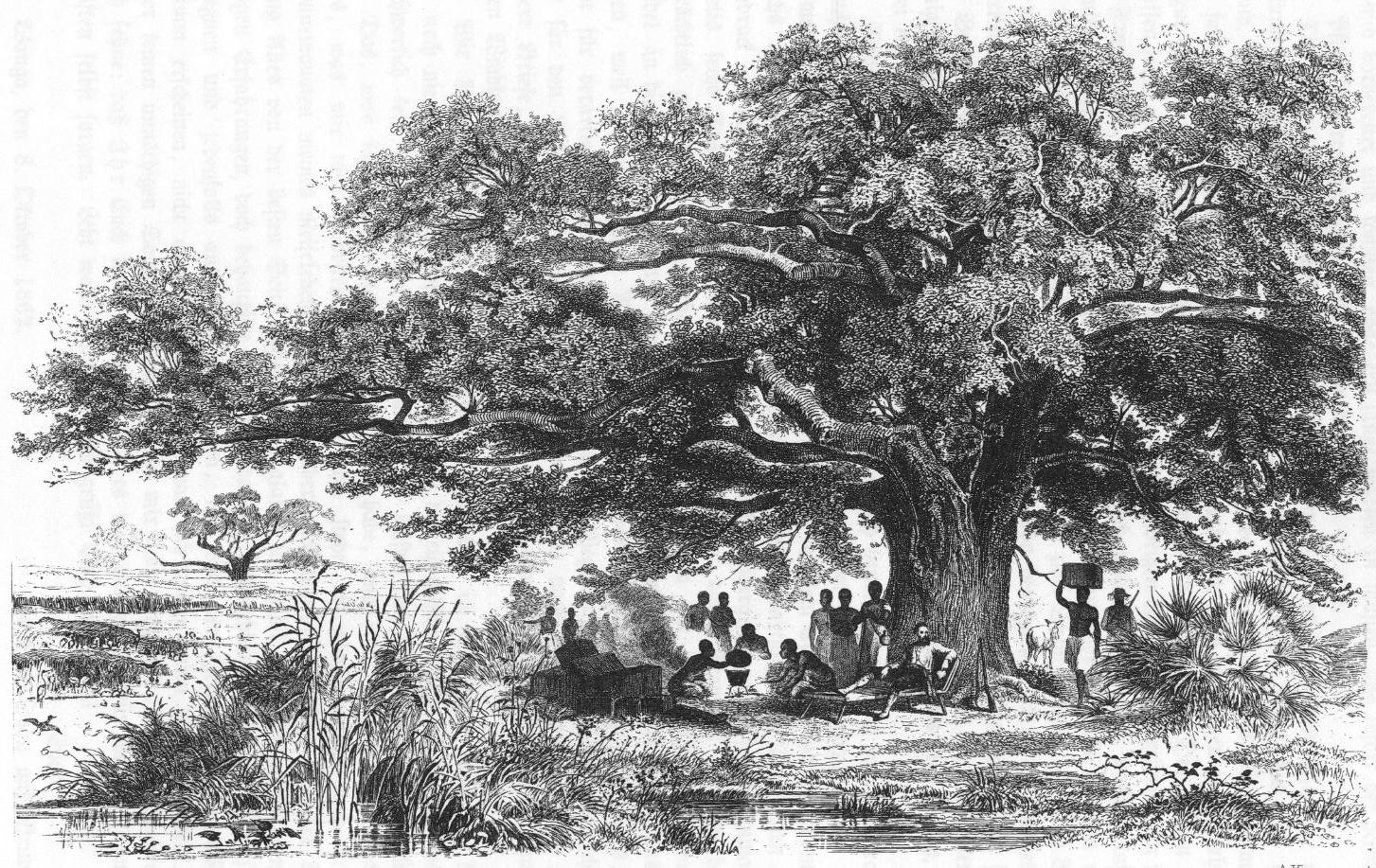
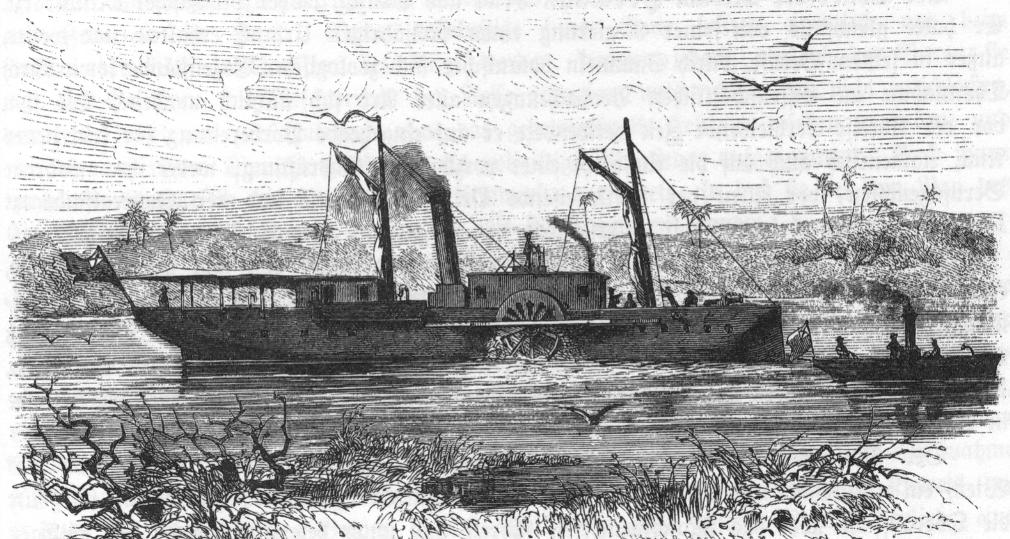
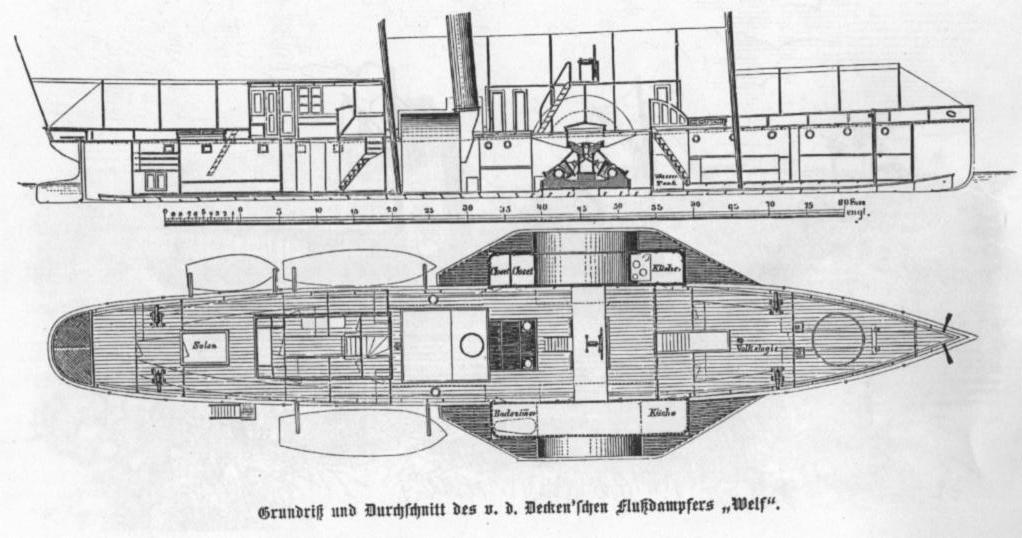
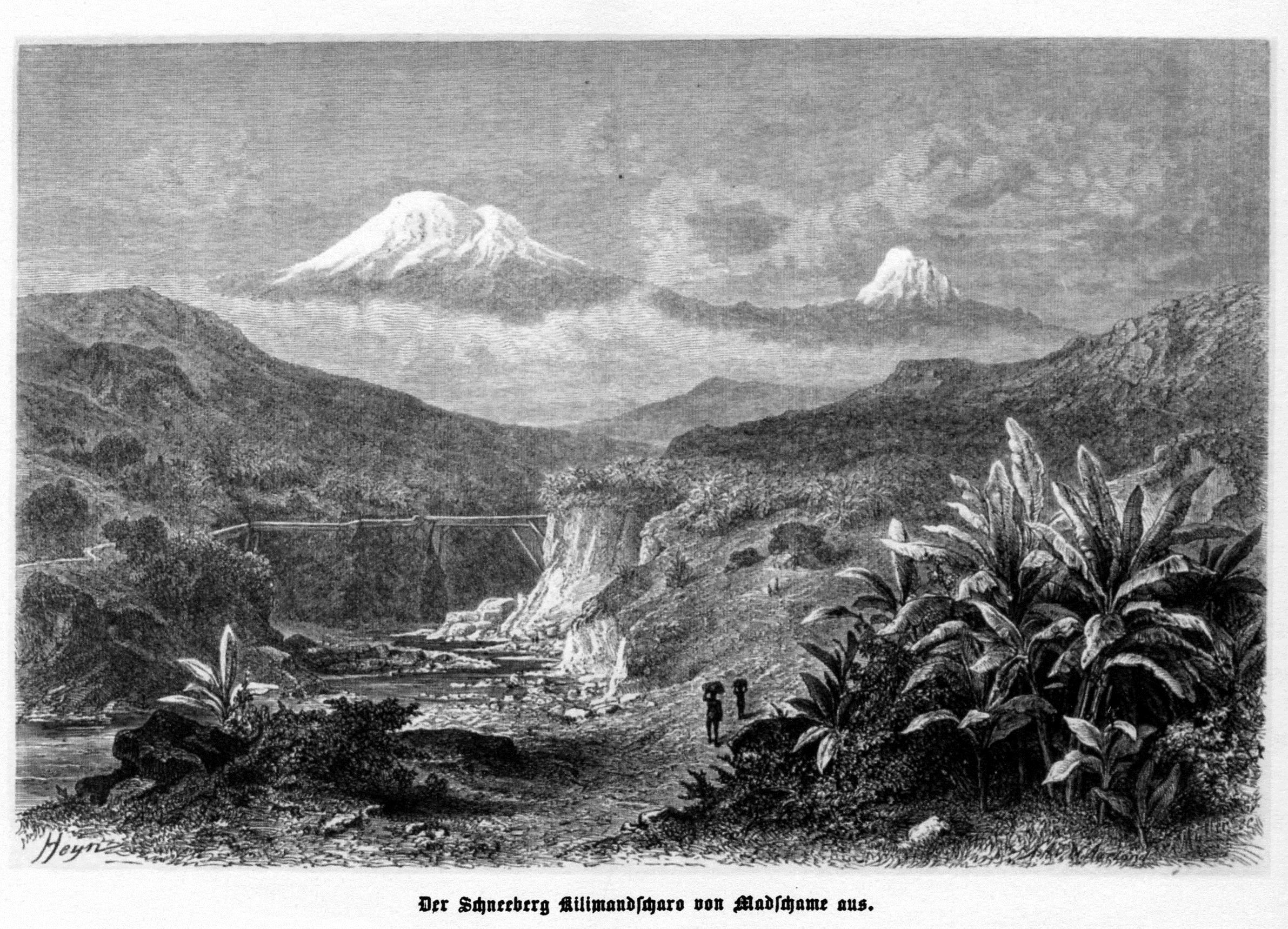

## جوائز
حصل على جوائز منها:
- Patron’s Medal (1864).